# Kamel Deguiche
Kamel Deguiche (arabe : كمال دقيش), né le 24 août 1970, est un avocat et homme politique tunisien. Il exerce la fonction de ministre de la Jeunesse, des Sports et de l'Intégration professionnelle de septembre 2020 à février 2021 et d'octobre 2021 à août 2024.

## Biographie
Après avoir étudié le droit, il devient avocat et enseignant universitaire.
Il a occupé, également, le poste de président de la Fédération tunisienne de boxe, ainsi que de président de l'Académie nationale olympique tunisienne. Il a été aussi membre du bureau exécutif du Comité national olympique tunisien.
Le 2 septembre 2020, il est nommé ministre de la Jeunesse, des Sports et de l'Intégration professionnelle dans le gouvernement de Hichem Mechichi.
Le 11 octobre 2021, il est nommé une nouvelle fois ministre de la Jeunesse et des Sports.
Il est par ailleurs ancien champion de Tunisie de triple saut.
Il est marié et père de deux enfants.